# Плещенко, Григорий Петрович
Григорий Петрович Плещенко (15 (2) ноября 1907, Витебск —13 декабря 1979, Колпино) — советский военачальник, полковник авиации, командир 245-й истребительной авиационной дивизии.

## Биография
Призван в РККА 11 ноября 1928 года. Окончил школу младших авиационных специалистов в 1929 году. В 1933 году окончил Луганскую военную авиационную школу летчиков. В 1934 году окончил курсы командиров звеньев при Качинской военной авиационной школе летчиков. В звании старшего лейтенанта командовал отрядом 12-й истребительной авиационной эскадрильи 111-й истребительной авиационной бригады Ленинградского военного округа.
В период с 31 мая 1937 года по 28 января 1938 года в должности командира 2-й истребительной эскадрильи совершил более 150 боевых вылетов и в составе пары сбил 2 истребителя Ме-109 во время боевых действий в Испании и за отличие награжден 22 октября 1937 года орденом Красного Знамени и 2 марта 1938 года орденом Ленина.
В марте 1938 года майор Плещенко был назначен командиром 38-го истребительного авиационного полка в Ленинградском военном округе. В 1939 году окончил Липецкие высшие лётно-тактические курсы.
В должности помощника командира 22-го истребительного авиационного полка участвовал в 7 воздушных боях на Халхин-Голе и сбил японский истребитель Ki-27. За отличие награжден 17 ноября 1939 года вторым орденом Красного Знамени.
В сентябре 1939 года назначен командиром 22-го истребительного авиационного Краснознаменного полка Забайкальского военного округа. В декабре 1939 года назначен командиром 351-го истребительного авиационного полка.
28 августа 1941 года назначен командиром 88-й смешанной авиационной дивизии. В феврале 1942 года назначен заместителем командующего ВВС 36-й армии Забайкальского фронта. 3 августа 1942 года назначен командиром 245-й истребительной авиационной дивизии. 1 мая 1943 года присвоено звание полковника. Руководил подготовкой истребительных полков для действующей армии и превооружением полков дивизии на истребители Ла-5 и Як-7 и «за достигнутые успехи в обучении для фронта лётного состава истребительной авиации и в перевооружении частей дивизии на новую матчасть» награжден орденом Красной Звезды. 3 ноября 1944 года награжден вторым орденом Красной Звезды.
Во время советско-японской войны руководил действиями дивизии во время проведения Хингало-Мукденской операции и за отличие 31 августа 1945 года награжден орденом Кутузова II степени.
Командовал 245-й истребительной авиационной Порт-Артурской дивизией до 1 апреля 1946 года. 1 мая 1949 года назначен командиром 181-й истребительной авиационной Ченстоховской ордена Кутузова II степени дивизии. 20 июня 1949 года награжден третьим орденом Красного Знамени. 9 сентября 1950 года уволен в отставку.